# Юго-Восточный регион (Болгария)
Юго-Восточный регион (болг. Юго-Източен регион) — один из шести регионов Болгарии. Расположен на юго-востоке страны, центр региона город Бургас.
До 2006 года регион состоял из трёх областей: Бургасской, Сливенской и Ямболской, включал 49 общин. Площадь региона 14647,6 км², что составляет 13,2 % от территории Болгарии. Население региона было 782 653 жителя. В это время в Юго-Восточном регионе Болгарии было расположено 39 городов и 901 село.
Южная граница региона совпадала с государственной границей Болгарии c Турцией и проходит по горам Странджа и Дервентской возвышенности. Западная граница проходила по западным административным границам Сливенской и Ямболской областей, в природно-географическом отношении по Светиилийской и Манастирской возвышенности и горам Сакар. Северная граница проходит по Сливенской, Котленской и Еминской части гор Стара-Планина и пересекает долину реки Камчия. На востоке территория региона — юг Черноморского побережья Болгарии.
С 2006 года регион (болг. Югоизточен район за планиране (ЮИРП)) состоит из четырёх областей: Бургасской, Сливенской, Старозагорской и Ямболской и входит в один из двух более крупных районов — Северная и Юго-восточная Болгария (болг. Северна и Югоизточна България).
Важнейший транспортный центр — город Бургас (второй по численности населения город на черноморском побережье Болгарии), здесь есть порт, аэропорт, железнодорожный вокзал и автовокзал.